# Rotschwanzbärbling
Der Rotschwanzbärbling (Rasbora borapetensis),  auch Rotschwanzrasbora oder Rotflossenrasbora genannt, ist ein kleiner Süßwasserfisch, der in Thailand im Stromgebiet des Mekong, des Mae Nam Chao Phraya und im Norden der Malaiischen Halbinsel bis Kuala Terengganu vorkommt.

## Merkmale
Der Rotschwanzbärbling hat einen langgestreckten, seitlich abgeflachten Körper, der eine Maximallänge von 5 cm erreicht. Der Körper ist von oliver bis grünlichgelber Grundfarbe. Ein dunkelbraunes bis schwarzes Längsband, das oben von einer grüngoldenen Linie begrenzt wird, erstreckt sich vom Hinterrand des Kiemendeckels bis zur Basis der Schwanzflosse. Schwarze Linien ziehen sich entlang der Mittellinie des Rückens und entlang der Afterflossenbasis. Die Flossen sind farblos, die Schwanzflossenbasis rot. Die Ausdehnung der Rotfärbung variiert von Population zu Population. Bei einigen Populationen ist auch die Rückenflosse oder nur ihre Basis rot. Weibchen sind fülliger als die Männchen. Das Maul ist endständig. Der Rotschwanzbärbling gehört zu den wenigen längsgestreiften Rasbora-Arten, die nur eine unvollständige Seitenlinie haben. Sie erstreckt sich nur bis zum Vorderrand der Afterflosse.
- Flossenformel: Dorsale 2/7, Anale 3/5, Pectorale 1/12, Ventrale 2/8.
- Schuppenformel: mLR 29–30, SL 10–15.

## Lebensweise
Rotschwanzbärblinge leben in größeren und kleineren sozialen Gruppen in Fließgewässern und stehenden Gewässern. Sie halten sich nahe der Oberfläche oder in mittleren Wasserzonen auf. Sie ernähren sich vor allem von Insekten, die auf die Wasseroberfläche gefallen sind, von Zooplankton, Krebstieren und Würmern.

## Aquaristik
Der Rotschwanzbärbling wurde 1954 zum ersten Mal nach Deutschland eingeführt.